# Ishockey vid olympiska vinterspelen för ungdomar 2024 – Herrarnas 3x3-turnering
Herrarnas 3x3-turnering i ishockey vid olympiska vinterspelen för ungdomar 2024 hölls mellan den 20 och 25 januari 2024 i Gangneung hockeycenter i Gangneung i Sydkorea.

## Lag
| Nr | Pos | Österrike             | Danmark                  | Storbritannien         | Kazakstan           |
| -- | --- | --------------------- | ------------------------ | ---------------------- | ------------------- |
| 2  | S   | Paul Vaschauner       | William Brix             | Kingston McKenzie      | Rasul Tursynov      |
| 3  | S   | Jonathan Oschgan      | Max Kramer               | Jonas Bennett          | Bexultan Makysh     |
| 4  | S   | Marc Hudritsch        | Martinus Schioldan       | Samuel Miller          | Tair Bigarinov      |
| 5  | S   | Ben Öfner             | Mikkel Bjerre            | Robert Henderson       | Roman Michurov      |
| 6  | S   | Luc van Ee            | Luca Bærentsen           | Harry Vant             | Anuar Akhmetzhanov  |
| 7  | S   | Benedikt Hengelmüller | Andreas Klitaa Jørgensen | Joel Meyers            | Arman Tolen         |
| 8  | S   | Paul Sintschnig       | Emil Jakobsen            | Leilo Bellamy          | Temirlan Aiboluly   |
| 9  | S   | Rafael Wagnsonner     | Gustav Remler-Jensen     | Ethan Lock             | Yegor Kravchenko    |
| 10 | S   | Paul Schuster         | Lucas Althof             | Ricards Misins         | Zhakhanger Tleukhan |
| 11 | S   | Luca Fischer          | Casey Silverman          | Daragh Spawforth       | Adilkhan Sattar     |
| 12 | S   | Simon Cseh            | Mikkel Poulsen           | Joshua Seeback         | Matvei Reshetko     |
| 30 | MV  | Martin Haim           | Frederik Bech            | Tiago Worsfold         | Arseniy Kuchkovskiy |
| 31 | MV  | Gabriel Lemberger     | Anton Wilde              | Harry Thomas           | Nikita Kulakov      |
| Nr | Pos | Lettland              | Polen                    | Spanien                | Kinesiska Taipei    |
| 2  | S   | Makss Mihailovs       | Jan Matera               | Iker Ruiz de Galarreta | Chan Shun-yu        |
| 3  | S   | Timurs Mališevs       | Aleksander Wanat         | Andrey Garkusha        | Chen Chun-yu        |
| 4  | S   | Leonards Grundmanis   | Radosław Kot             | Enzo Franco            | Wu Yu-chen          |
| 5  | S   | Herberts Laugalis     | Borys Dawid              | Alan Lara              | Wu Kai-zhen         |
| 6  | S   | Fēlikss Paurs         | Artur Fraszko            | Nicolas de Julian      | Peng Li-hung        |
| 7  | S   | Kristers Obuks        | Wiktor Tańczyk           | Ivan Roman             | Yang Ting-chia      |
| 8  | S   | Martins Klaucāns      | Adrian Strojny           | Carlos Rodriguez       | Chen Ting-shiu      |
| 9  | S   | Ričards Rutkis        | Adam Krajewski           | Ibai Pastor            | Wang Kuan-yao       |
| 10 | S   | Olivers Mūrnieks      | Adrian Bagienko          | Oriol Perez            | Chi Kai-yuan        |
| 11 | S   | Martins Bārtulis      | Mateusz Myszka           | Pablo Mazon            | Chen Shou-yi        |
| 12 | S   | Daniels Reidzāns      | Kajetan Domalewski       | Araitz Sande           | Chen Chun-lin       |
| 30 | MV  | Patriks Plūmiņš       | Bartosz Kowalik          | Samuel Nieto           | Chiu Hsien-cheng    |
| 31 | MV  | Roberts Kravalis      | Kacper Rydzoń            | Inigo Martinez         | Chen Lilong         |

## Gruppspel
Alla tider är koreansk normaltid (UTC+9)

| Pos | Lag              | S | V | VSTR | FSTR | F | GM  | IM | MS  | P  | Kvalificering |
| --- | ---------------- | - | - | ---- | ---- | - | --- | -- | --- | -- | ------------- |
| 1   | Lettland         | 7 | 7 | 0    | 0    | 0 | 119 | 31 | +88 | 21 | Semifinaler   |
| 2   | Österrike        | 7 | 5 | 0    | 0    | 2 | 55  | 32 | +23 | 15 | Semifinaler   |
| 3   | Danmark          | 7 | 5 | 0    | 0    | 2 | 70  | 39 | +31 | 15 | Semifinaler   |
| 4   | Kazakstan        | 7 | 4 | 0    | 0    | 3 | 93  | 59 | +34 | 12 | Semifinaler   |
| 5   | Polen            | 7 | 4 | 0    | 0    | 3 | 58  | 59 | −1  | 12 |               |
| 6   | Storbritannien   | 7 | 2 | 0    | 0    | 5 | 46  | 97 | −51 | 6  |               |
| 7   | Kinesiska Taipei | 7 | 1 | 0    | 0    | 6 | 23  | 95 | −72 | 3  |               |
| 8   | Spanien          | 7 | 0 | 0    | 0    | 7 | 28  | 80 | −52 | 0  |               |

|       | 20 januari 2024 | Polen                      | 8 – 18                     | Kazakstan                  | Gangneung hockeycenter                   |                                          |
| 12:00 | 12:00           | (2–3, 4–5, 2–10) Summering | (2–3, 4–5, 2–10) Summering | (2–3, 4–5, 2–10) Summering | Domare: Mathieu Boudreau David Prokofyev | Domare: Mathieu Boudreau David Prokofyev |
| 12:00 | 12:00           |                            |                            |                            | Domare: Mathieu Boudreau David Prokofyev | Domare: Mathieu Boudreau David Prokofyev |
| 12:00 | 12:00           |                            |                            |                            | Domare: Mathieu Boudreau David Prokofyev | Domare: Mathieu Boudreau David Prokofyev |
| 12:00 | 12:00           |                            |                            |                            | Domare: Mathieu Boudreau David Prokofyev | Domare: Mathieu Boudreau David Prokofyev |
| 12:00 | 12:00           |                            |                            |                            | Domare: Mathieu Boudreau David Prokofyev | Domare: Mathieu Boudreau David Prokofyev |
| 12:00 | 12:00           |                            |                            |                            | Domare: Mathieu Boudreau David Prokofyev | Domare: Mathieu Boudreau David Prokofyev |

|       | 20 januari 2024 | Österrike                 | 12 – 3                    | Storbritannien            | Gangneung hockeycenter          |                                 |
| 12:00 | 12:00           | (1–1, 4–2, 7–0) Summering | (1–1, 4–2, 7–0) Summering | (1–1, 4–2, 7–0) Summering | Domare: Lim Jun-seo David Thuma | Domare: Lim Jun-seo David Thuma |
| 12:00 | 12:00           |                           |                           |                           | Domare: Lim Jun-seo David Thuma | Domare: Lim Jun-seo David Thuma |
| 12:00 | 12:00           |                           |                           |                           | Domare: Lim Jun-seo David Thuma | Domare: Lim Jun-seo David Thuma |
| 12:00 | 12:00           |                           |                           |                           | Domare: Lim Jun-seo David Thuma | Domare: Lim Jun-seo David Thuma |
| 12:00 | 12:00           |                           |                           |                           | Domare: Lim Jun-seo David Thuma | Domare: Lim Jun-seo David Thuma |
| 12:00 | 12:00           |                           |                           |                           | Domare: Lim Jun-seo David Thuma | Domare: Lim Jun-seo David Thuma |

|       | 20 januari 2024 | Lettland                  | 24 – 5                    | Spanien                   | Gangneung hockeycenter              |                                     |
| 13:30 | 13:30           | (9–2, 7–2, 8–1) Summering | (9–2, 7–2, 8–1) Summering | (9–2, 7–2, 8–1) Summering | Domare: David Prokofyev David Thuma | Domare: David Prokofyev David Thuma |
| 13:30 | 13:30           |                           |                           |                           | Domare: David Prokofyev David Thuma | Domare: David Prokofyev David Thuma |
| 13:30 | 13:30           |                           |                           |                           | Domare: David Prokofyev David Thuma | Domare: David Prokofyev David Thuma |
| 13:30 | 13:30           |                           |                           |                           | Domare: David Prokofyev David Thuma | Domare: David Prokofyev David Thuma |
| 13:30 | 13:30           |                           |                           |                           | Domare: David Prokofyev David Thuma | Domare: David Prokofyev David Thuma |
| 13:30 | 13:30           |                           |                           |                           | Domare: David Prokofyev David Thuma | Domare: David Prokofyev David Thuma |

|       | 20 januari 2024 | Kinesiska Taipei          | 2 – 11                    | Danmark                   | Gangneung hockeycenter               |                                      |
| 13:30 | 13:30           | (0–2, 1–4, 1–5) Summering | (0–2, 1–4, 1–5) Summering | (0–2, 1–4, 1–5) Summering | Domare: Mathieu Boudreau Lim Jun-seo | Domare: Mathieu Boudreau Lim Jun-seo |
| 13:30 | 13:30           |                           |                           |                           | Domare: Mathieu Boudreau Lim Jun-seo | Domare: Mathieu Boudreau Lim Jun-seo |
| 13:30 | 13:30           |                           |                           |                           | Domare: Mathieu Boudreau Lim Jun-seo | Domare: Mathieu Boudreau Lim Jun-seo |
| 13:30 | 13:30           |                           |                           |                           | Domare: Mathieu Boudreau Lim Jun-seo | Domare: Mathieu Boudreau Lim Jun-seo |
| 13:30 | 13:30           |                           |                           |                           | Domare: Mathieu Boudreau Lim Jun-seo | Domare: Mathieu Boudreau Lim Jun-seo |
| 13:30 | 13:30           |                           |                           |                           | Domare: Mathieu Boudreau Lim Jun-seo | Domare: Mathieu Boudreau Lim Jun-seo |

|       | 21 januari 2024 | Polen                     | 10 – 8                    | Kinesiska Taipei          | Gangneung hockeycenter            |                                   |
| 09:00 | 09:00           | (5–2, 3–1, 2–5) Summering | (5–2, 3–1, 2–5) Summering | (5–2, 3–1, 2–5) Summering | Domare: Joseph Sewell David Thuma | Domare: Joseph Sewell David Thuma |
| 09:00 | 09:00           |                           |                           |                           | Domare: Joseph Sewell David Thuma | Domare: Joseph Sewell David Thuma |
| 09:00 | 09:00           |                           |                           |                           | Domare: Joseph Sewell David Thuma | Domare: Joseph Sewell David Thuma |
| 09:00 | 09:00           |                           |                           |                           | Domare: Joseph Sewell David Thuma | Domare: Joseph Sewell David Thuma |
| 09:00 | 09:00           |                           |                           |                           | Domare: Joseph Sewell David Thuma | Domare: Joseph Sewell David Thuma |
| 09:00 | 09:00           |                           |                           |                           | Domare: Joseph Sewell David Thuma | Domare: Joseph Sewell David Thuma |

|       | 21 januari 2024 | Storbritannien             | 1 – 24                     | Lettland                   | Gangneung hockeycenter                   |                                          |
| 09:00 | 09:00           | (1–8, 0–6, 0–10) Summering | (1–8, 0–6, 0–10) Summering | (1–8, 0–6, 0–10) Summering | Domare: Mathieu Boudreau David Prokofyev | Domare: Mathieu Boudreau David Prokofyev |
| 09:00 | 09:00           |                            |                            |                            | Domare: Mathieu Boudreau David Prokofyev | Domare: Mathieu Boudreau David Prokofyev |
| 09:00 | 09:00           |                            |                            |                            | Domare: Mathieu Boudreau David Prokofyev | Domare: Mathieu Boudreau David Prokofyev |
| 09:00 | 09:00           |                            |                            |                            | Domare: Mathieu Boudreau David Prokofyev | Domare: Mathieu Boudreau David Prokofyev |
| 09:00 | 09:00           |                            |                            |                            | Domare: Mathieu Boudreau David Prokofyev | Domare: Mathieu Boudreau David Prokofyev |
| 09:00 | 09:00           |                            |                            |                            | Domare: Mathieu Boudreau David Prokofyev | Domare: Mathieu Boudreau David Prokofyev |

|       | 21 januari 2024 | Kazakstan                 | 8 – 9                     | Österrike                 | Gangneung hockeycenter            |                                   |
| 10:30 | 10:30           | (4–4, 4–4, 0–1) Summering | (4–4, 4–4, 0–1) Summering | (4–4, 4–4, 0–1) Summering | Domare: Lim Jun-seo Joseph Sewell | Domare: Lim Jun-seo Joseph Sewell |
| 10:30 | 10:30           |                           |                           |                           | Domare: Lim Jun-seo Joseph Sewell | Domare: Lim Jun-seo Joseph Sewell |
| 10:30 | 10:30           |                           |                           |                           | Domare: Lim Jun-seo Joseph Sewell | Domare: Lim Jun-seo Joseph Sewell |
| 10:30 | 10:30           |                           |                           |                           | Domare: Lim Jun-seo Joseph Sewell | Domare: Lim Jun-seo Joseph Sewell |
| 10:30 | 10:30           |                           |                           |                           | Domare: Lim Jun-seo Joseph Sewell | Domare: Lim Jun-seo Joseph Sewell |
| 10:30 | 10:30           |                           |                           |                           | Domare: Lim Jun-seo Joseph Sewell | Domare: Lim Jun-seo Joseph Sewell |

|       | 21 januari 2024 | Danmark                   | 15 – 2                    | Spanien                   | Gangneung hockeycenter               |                                      |
| 10:30 | 10:30           | (4–1, 5–0, 6–1) Summering | (4–1, 5–0, 6–1) Summering | (4–1, 5–0, 6–1) Summering | Domare: Mathieu Boudreau David Thuma | Domare: Mathieu Boudreau David Thuma |
| 10:30 | 10:30           |                           |                           |                           | Domare: Mathieu Boudreau David Thuma | Domare: Mathieu Boudreau David Thuma |
| 10:30 | 10:30           |                           |                           |                           | Domare: Mathieu Boudreau David Thuma | Domare: Mathieu Boudreau David Thuma |
| 10:30 | 10:30           |                           |                           |                           | Domare: Mathieu Boudreau David Thuma | Domare: Mathieu Boudreau David Thuma |
| 10:30 | 10:30           |                           |                           |                           | Domare: Mathieu Boudreau David Thuma | Domare: Mathieu Boudreau David Thuma |
| 10:30 | 10:30           |                           |                           |                           | Domare: Mathieu Boudreau David Thuma | Domare: Mathieu Boudreau David Thuma |

|       | 21 januari 2024 | Danmark                   | 14 – 4                    | Storbritannien            | Gangneung hockeycenter                |                                       |
| 16:00 | 16:00           | (3–2, 5–0, 6–2) Summering | (3–2, 5–0, 6–2) Summering | (3–2, 5–0, 6–2) Summering | Domare: David Prokofyev Joseph Sewell | Domare: David Prokofyev Joseph Sewell |
| 16:00 | 16:00           |                           |                           |                           | Domare: David Prokofyev Joseph Sewell | Domare: David Prokofyev Joseph Sewell |
| 16:00 | 16:00           |                           |                           |                           | Domare: David Prokofyev Joseph Sewell | Domare: David Prokofyev Joseph Sewell |
| 16:00 | 16:00           |                           |                           |                           | Domare: David Prokofyev Joseph Sewell | Domare: David Prokofyev Joseph Sewell |
| 16:00 | 16:00           |                           |                           |                           | Domare: David Prokofyev Joseph Sewell | Domare: David Prokofyev Joseph Sewell |
| 16:00 | 16:00           |                           |                           |                           | Domare: David Prokofyev Joseph Sewell | Domare: David Prokofyev Joseph Sewell |

|       | 21 januari 2024 | Polen                     | 10 – 5                    | Spanien                   | Gangneung hockeycenter          |                                 |
| 16:00 | 16:00           | (2–2, 5–0, 3–3) Summering | (2–2, 5–0, 3–3) Summering | (2–2, 5–0, 3–3) Summering | Domare: Lim Jun-seo David Thuma | Domare: Lim Jun-seo David Thuma |
| 16:00 | 16:00           |                           |                           |                           | Domare: Lim Jun-seo David Thuma | Domare: Lim Jun-seo David Thuma |
| 16:00 | 16:00           |                           |                           |                           | Domare: Lim Jun-seo David Thuma | Domare: Lim Jun-seo David Thuma |
| 16:00 | 16:00           |                           |                           |                           | Domare: Lim Jun-seo David Thuma | Domare: Lim Jun-seo David Thuma |
| 16:00 | 16:00           |                           |                           |                           | Domare: Lim Jun-seo David Thuma | Domare: Lim Jun-seo David Thuma |
| 16:00 | 16:00           |                           |                           |                           | Domare: Lim Jun-seo David Thuma | Domare: Lim Jun-seo David Thuma |

|       | 21 januari 2024 | Lettland                  | 15 – 11                   | Kazakstan                 | Gangneung hockeycenter                 |                                        |
| 17:30 | 17:30           | (5–6, 6–0, 4–5) Summering | (5–6, 6–0, 4–5) Summering | (5–6, 6–0, 4–5) Summering | Domare: Mathieu Boudreau Joseph Sewell | Domare: Mathieu Boudreau Joseph Sewell |
| 17:30 | 17:30           |                           |                           |                           | Domare: Mathieu Boudreau Joseph Sewell | Domare: Mathieu Boudreau Joseph Sewell |
| 17:30 | 17:30           |                           |                           |                           | Domare: Mathieu Boudreau Joseph Sewell | Domare: Mathieu Boudreau Joseph Sewell |
| 17:30 | 17:30           |                           |                           |                           | Domare: Mathieu Boudreau Joseph Sewell | Domare: Mathieu Boudreau Joseph Sewell |
| 17:30 | 17:30           |                           |                           |                           | Domare: Mathieu Boudreau Joseph Sewell | Domare: Mathieu Boudreau Joseph Sewell |
| 17:30 | 17:30           |                           |                           |                           | Domare: Mathieu Boudreau Joseph Sewell | Domare: Mathieu Boudreau Joseph Sewell |

|       | 21 januari 2024 | Österrike                 | 18 – 1                    | Kinesiska Taipei          | Gangneung hockeycenter              |                                     |
| 17:30 | 17:30           | (3–1, 8–1, 7–0) Summering | (3–1, 8–1, 7–0) Summering | (3–1, 8–1, 7–0) Summering | Domare: Lim Jun-seo David Prokofyev | Domare: Lim Jun-seo David Prokofyev |
| 17:30 | 17:30           |                           |                           |                           | Domare: Lim Jun-seo David Prokofyev | Domare: Lim Jun-seo David Prokofyev |
| 17:30 | 17:30           |                           |                           |                           | Domare: Lim Jun-seo David Prokofyev | Domare: Lim Jun-seo David Prokofyev |
| 17:30 | 17:30           |                           |                           |                           | Domare: Lim Jun-seo David Prokofyev | Domare: Lim Jun-seo David Prokofyev |
| 17:30 | 17:30           |                           |                           |                           | Domare: Lim Jun-seo David Prokofyev | Domare: Lim Jun-seo David Prokofyev |
| 17:30 | 17:30           |                           |                           |                           | Domare: Lim Jun-seo David Prokofyev | Domare: Lim Jun-seo David Prokofyev |

|       | 22 januari 2024 | Spanien                   | 3 – 4                     | Österrike                 | Gangneung hockeycenter                 |                                        |
| 09:00 | 09:00           | (0–1, 1–2, 2–1) Summering | (0–1, 1–2, 2–1) Summering | (0–1, 1–2, 2–1) Summering | Domare: Mathieu Boudreau Joseph Sewell | Domare: Mathieu Boudreau Joseph Sewell |
| 09:00 | 09:00           |                           |                           |                           | Domare: Mathieu Boudreau Joseph Sewell | Domare: Mathieu Boudreau Joseph Sewell |
| 09:00 | 09:00           |                           |                           |                           | Domare: Mathieu Boudreau Joseph Sewell | Domare: Mathieu Boudreau Joseph Sewell |
| 09:00 | 09:00           |                           |                           |                           | Domare: Mathieu Boudreau Joseph Sewell | Domare: Mathieu Boudreau Joseph Sewell |
| 09:00 | 09:00           |                           |                           |                           | Domare: Mathieu Boudreau Joseph Sewell | Domare: Mathieu Boudreau Joseph Sewell |
| 09:00 | 09:00           |                           |                           |                           | Domare: Mathieu Boudreau Joseph Sewell | Domare: Mathieu Boudreau Joseph Sewell |

|       | 22 januari 2024 | Kazakstan                 | 6 – 8                     | Danmark                   | Gangneung hockeycenter              |                                     |
| 09:00 | 09:00           | (3–1, 1–3, 2–4) Summering | (3–1, 1–3, 2–4) Summering | (3–1, 1–3, 2–4) Summering | Domare: David Prokofyev David Thuma | Domare: David Prokofyev David Thuma |
| 09:00 | 09:00           |                           |                           |                           | Domare: David Prokofyev David Thuma | Domare: David Prokofyev David Thuma |
| 09:00 | 09:00           |                           |                           |                           | Domare: David Prokofyev David Thuma | Domare: David Prokofyev David Thuma |
| 09:00 | 09:00           |                           |                           |                           | Domare: David Prokofyev David Thuma | Domare: David Prokofyev David Thuma |
| 09:00 | 09:00           |                           |                           |                           | Domare: David Prokofyev David Thuma | Domare: David Prokofyev David Thuma |
| 09:00 | 09:00           |                           |                           |                           | Domare: David Prokofyev David Thuma | Domare: David Prokofyev David Thuma |

|       | 22 januari 2024 | Storbritannien            | 7 – 17                    | Polen                     | Gangneung hockeycenter                 |                                        |
| 10:30 | 10:30           | (3–7, 1–4, 3–6) Summering | (3–7, 1–4, 3–6) Summering | (3–7, 1–4, 3–6) Summering | Domare: Mathieu Boudreau Joseph Sewell | Domare: Mathieu Boudreau Joseph Sewell |
| 10:30 | 10:30           |                           |                           |                           | Domare: Mathieu Boudreau Joseph Sewell | Domare: Mathieu Boudreau Joseph Sewell |
| 10:30 | 10:30           |                           |                           |                           | Domare: Mathieu Boudreau Joseph Sewell | Domare: Mathieu Boudreau Joseph Sewell |
| 10:30 | 10:30           |                           |                           |                           | Domare: Mathieu Boudreau Joseph Sewell | Domare: Mathieu Boudreau Joseph Sewell |
| 10:30 | 10:30           |                           |                           |                           | Domare: Mathieu Boudreau Joseph Sewell | Domare: Mathieu Boudreau Joseph Sewell |
| 10:30 | 10:30           |                           |                           |                           | Domare: Mathieu Boudreau Joseph Sewell | Domare: Mathieu Boudreau Joseph Sewell |

|       | 22 januari 2024 | Lettland                   | 28 – 2                     | Kinesiska Taipei           | Gangneung hockeycenter          |                                 |
| 10:30 | 10:30           | (14–1, 9–0, 5–1) Summering | (14–1, 9–0, 5–1) Summering | (14–1, 9–0, 5–1) Summering | Domare: Lim Jun-seo David Thuma | Domare: Lim Jun-seo David Thuma |
| 10:30 | 10:30           |                            |                            |                            | Domare: Lim Jun-seo David Thuma | Domare: Lim Jun-seo David Thuma |
| 10:30 | 10:30           |                            |                            |                            | Domare: Lim Jun-seo David Thuma | Domare: Lim Jun-seo David Thuma |
| 10:30 | 10:30           |                            |                            |                            | Domare: Lim Jun-seo David Thuma | Domare: Lim Jun-seo David Thuma |
| 10:30 | 10:30           |                            |                            |                            | Domare: Lim Jun-seo David Thuma | Domare: Lim Jun-seo David Thuma |
| 10:30 | 10:30           |                            |                            |                            | Domare: Lim Jun-seo David Thuma | Domare: Lim Jun-seo David Thuma |

|       | 22 januari 2024 | Lettland                  | 9 – 3                     | Österrike                 | Gangneung hockeycenter                |                                       |
| 16:00 | 16:00           | (2–0, 3–0, 4–3) Summering | (2–0, 3–0, 4–3) Summering | (2–0, 3–0, 4–3) Summering | Domare: David Prokofyev Joseph Sewell | Domare: David Prokofyev Joseph Sewell |
| 16:00 | 16:00           |                           |                           |                           | Domare: David Prokofyev Joseph Sewell | Domare: David Prokofyev Joseph Sewell |
| 16:00 | 16:00           |                           |                           |                           | Domare: David Prokofyev Joseph Sewell | Domare: David Prokofyev Joseph Sewell |
| 16:00 | 16:00           |                           |                           |                           | Domare: David Prokofyev Joseph Sewell | Domare: David Prokofyev Joseph Sewell |
| 16:00 | 16:00           |                           |                           |                           | Domare: David Prokofyev Joseph Sewell | Domare: David Prokofyev Joseph Sewell |
| 16:00 | 16:00           |                           |                           |                           | Domare: David Prokofyev Joseph Sewell | Domare: David Prokofyev Joseph Sewell |

|       | 22 januari 2024 | Kinesiska Taipei          | 2 – 14                    | Kazakstan                 | Gangneung hockeycenter               |                                      |
| 16:00 | 16:00           | (1–7, 1–1, 0–6) Summering | (1–7, 1–1, 0–6) Summering | (1–7, 1–1, 0–6) Summering | Domare: Mathieu Boudreau Lim Jun-seo | Domare: Mathieu Boudreau Lim Jun-seo |
| 16:00 | 16:00           |                           |                           |                           | Domare: Mathieu Boudreau Lim Jun-seo | Domare: Mathieu Boudreau Lim Jun-seo |
| 16:00 | 16:00           |                           |                           |                           | Domare: Mathieu Boudreau Lim Jun-seo | Domare: Mathieu Boudreau Lim Jun-seo |
| 16:00 | 16:00           |                           |                           |                           | Domare: Mathieu Boudreau Lim Jun-seo | Domare: Mathieu Boudreau Lim Jun-seo |
| 16:00 | 16:00           |                           |                           |                           | Domare: Mathieu Boudreau Lim Jun-seo | Domare: Mathieu Boudreau Lim Jun-seo |
| 16:00 | 16:00           |                           |                           |                           | Domare: Mathieu Boudreau Lim Jun-seo | Domare: Mathieu Boudreau Lim Jun-seo |

|       | 22 januari 2024 | Storbritannien            | 8 – 5                     | Spanien                   | Gangneung hockeycenter          |                                 |
| 17:30 | 17:30           | (0–1, 4–3, 4–1) Summering | (0–1, 4–3, 4–1) Summering | (0–1, 4–3, 4–1) Summering | Domare: Lim Jun-seo David Thuma | Domare: Lim Jun-seo David Thuma |
| 17:30 | 17:30           |                           |                           |                           | Domare: Lim Jun-seo David Thuma | Domare: Lim Jun-seo David Thuma |
| 17:30 | 17:30           |                           |                           |                           | Domare: Lim Jun-seo David Thuma | Domare: Lim Jun-seo David Thuma |
| 17:30 | 17:30           |                           |                           |                           | Domare: Lim Jun-seo David Thuma | Domare: Lim Jun-seo David Thuma |
| 17:30 | 17:30           |                           |                           |                           | Domare: Lim Jun-seo David Thuma | Domare: Lim Jun-seo David Thuma |
| 17:30 | 17:30           |                           |                           |                           | Domare: Lim Jun-seo David Thuma | Domare: Lim Jun-seo David Thuma |

|       | 22 januari 2024 | Danmark                   | 11 – 7                    | Polen                     | Gangneung hockeycenter                |                                       |
| 17:30 | 17:30           | (5–2, 1–2, 5–3) Summering | (5–2, 1–2, 5–3) Summering | (5–2, 1–2, 5–3) Summering | Domare: David Prokofyev Joseph Sewell | Domare: David Prokofyev Joseph Sewell |
| 17:30 | 17:30           |                           |                           |                           | Domare: David Prokofyev Joseph Sewell | Domare: David Prokofyev Joseph Sewell |
| 17:30 | 17:30           |                           |                           |                           | Domare: David Prokofyev Joseph Sewell | Domare: David Prokofyev Joseph Sewell |
| 17:30 | 17:30           |                           |                           |                           | Domare: David Prokofyev Joseph Sewell | Domare: David Prokofyev Joseph Sewell |
| 17:30 | 17:30           |                           |                           |                           | Domare: David Prokofyev Joseph Sewell | Domare: David Prokofyev Joseph Sewell |
| 17:30 | 17:30           |                           |                           |                           | Domare: David Prokofyev Joseph Sewell | Domare: David Prokofyev Joseph Sewell |

|       | 23 januari 2024 | Polen                     | 3 – 8                     | Lettland                  | Gangneung hockeycenter            |                                   |
| 09:00 | 09:00           | (0–1, 2–1, 1–6) Summering | (0–1, 2–1, 1–6) Summering | (0–1, 2–1, 1–6) Summering | Domare: Lim Jun-seo Joseph Sewell | Domare: Lim Jun-seo Joseph Sewell |
| 09:00 | 09:00           |                           |                           |                           | Domare: Lim Jun-seo Joseph Sewell | Domare: Lim Jun-seo Joseph Sewell |
| 09:00 | 09:00           |                           |                           |                           | Domare: Lim Jun-seo Joseph Sewell | Domare: Lim Jun-seo Joseph Sewell |
| 09:00 | 09:00           |                           |                           |                           | Domare: Lim Jun-seo Joseph Sewell | Domare: Lim Jun-seo Joseph Sewell |
| 09:00 | 09:00           |                           |                           |                           | Domare: Lim Jun-seo Joseph Sewell | Domare: Lim Jun-seo Joseph Sewell |
| 09:00 | 09:00           |                           |                           |                           | Domare: Lim Jun-seo Joseph Sewell | Domare: Lim Jun-seo Joseph Sewell |

|       | 23 januari 2024 | Kinesiska Taipei          | 3 – 10                    | Storbritannien            | Gangneung hockeycenter              |                                     |
| 09:00 | 09:00           | (1–2, 2–1, 0–7) Summering | (1–2, 2–1, 0–7) Summering | (1–2, 2–1, 0–7) Summering | Domare: David Prokofyev David Thuma | Domare: David Prokofyev David Thuma |
| 09:00 | 09:00           |                           |                           |                           | Domare: David Prokofyev David Thuma | Domare: David Prokofyev David Thuma |
| 09:00 | 09:00           |                           |                           |                           | Domare: David Prokofyev David Thuma | Domare: David Prokofyev David Thuma |
| 09:00 | 09:00           |                           |                           |                           | Domare: David Prokofyev David Thuma | Domare: David Prokofyev David Thuma |
| 09:00 | 09:00           |                           |                           |                           | Domare: David Prokofyev David Thuma | Domare: David Prokofyev David Thuma |
| 09:00 | 09:00           |                           |                           |                           | Domare: David Prokofyev David Thuma | Domare: David Prokofyev David Thuma |

|       | 23 januari 2024 | Spanien                   | 4 – 14                    | Kazakstan                 | Gangneung hockeycenter          |                                 |
| 10:30 | 10:30           | (1–2, 1–7, 2–5) Summering | (1–2, 1–7, 2–5) Summering | (1–2, 1–7, 2–5) Summering | Domare: Lim Jun-seo David Thuma | Domare: Lim Jun-seo David Thuma |
| 10:30 | 10:30           |                           |                           |                           | Domare: Lim Jun-seo David Thuma | Domare: Lim Jun-seo David Thuma |
| 10:30 | 10:30           |                           |                           |                           | Domare: Lim Jun-seo David Thuma | Domare: Lim Jun-seo David Thuma |
| 10:30 | 10:30           |                           |                           |                           | Domare: Lim Jun-seo David Thuma | Domare: Lim Jun-seo David Thuma |
| 10:30 | 10:30           |                           |                           |                           | Domare: Lim Jun-seo David Thuma | Domare: Lim Jun-seo David Thuma |
| 10:30 | 10:30           |                           |                           |                           | Domare: Lim Jun-seo David Thuma | Domare: Lim Jun-seo David Thuma |

|       | 23 januari 2024 | Österrike                 | 7 – 5                     | Danmark                   | Gangneung hockeycenter                 |                                        |
| 10:30 | 10:30           | (2–1, 2–1, 3–3) Summering | (2–1, 2–1, 3–3) Summering | (2–1, 2–1, 3–3) Summering | Domare: Mathieu Boudreau Joseph Sewell | Domare: Mathieu Boudreau Joseph Sewell |
| 10:30 | 10:30           |                           |                           |                           | Domare: Mathieu Boudreau Joseph Sewell | Domare: Mathieu Boudreau Joseph Sewell |
| 10:30 | 10:30           |                           |                           |                           | Domare: Mathieu Boudreau Joseph Sewell | Domare: Mathieu Boudreau Joseph Sewell |
| 10:30 | 10:30           |                           |                           |                           | Domare: Mathieu Boudreau Joseph Sewell | Domare: Mathieu Boudreau Joseph Sewell |
| 10:30 | 10:30           |                           |                           |                           | Domare: Mathieu Boudreau Joseph Sewell | Domare: Mathieu Boudreau Joseph Sewell |
| 10:30 | 10:30           |                           |                           |                           | Domare: Mathieu Boudreau Joseph Sewell | Domare: Mathieu Boudreau Joseph Sewell |

|       | 23 januari 2024 | Danmark                   | 6 – 11                    | Lettland                  | Gangneung hockeycenter               |                                      |
| 16:00 | 16:00           | (3–4, 1–4, 2–3) Summering | (3–4, 1–4, 2–3) Summering | (3–4, 1–4, 2–3) Summering | Domare: Mathieu Boudreau David Thuma | Domare: Mathieu Boudreau David Thuma |
| 16:00 | 16:00           |                           |                           |                           | Domare: Mathieu Boudreau David Thuma | Domare: Mathieu Boudreau David Thuma |
| 16:00 | 16:00           |                           |                           |                           | Domare: Mathieu Boudreau David Thuma | Domare: Mathieu Boudreau David Thuma |
| 16:00 | 16:00           |                           |                           |                           | Domare: Mathieu Boudreau David Thuma | Domare: Mathieu Boudreau David Thuma |
| 16:00 | 16:00           |                           |                           |                           | Domare: Mathieu Boudreau David Thuma | Domare: Mathieu Boudreau David Thuma |
| 16:00 | 16:00           |                           |                           |                           | Domare: Mathieu Boudreau David Thuma | Domare: Mathieu Boudreau David Thuma |

|       | 23 januari 2024 | Spanien                   | 4 – 5                     | Kinesiska Taipei          | Gangneung hockeycenter              |                                     |
| 16:00 | 16:00           | (2–1, 0–2, 2–2) Summering | (2–1, 0–2, 2–2) Summering | (2–1, 0–2, 2–2) Summering | Domare: Lim Jun-seo David Prokofyev | Domare: Lim Jun-seo David Prokofyev |
| 16:00 | 16:00           |                           |                           |                           | Domare: Lim Jun-seo David Prokofyev | Domare: Lim Jun-seo David Prokofyev |
| 16:00 | 16:00           |                           |                           |                           | Domare: Lim Jun-seo David Prokofyev | Domare: Lim Jun-seo David Prokofyev |
| 16:00 | 16:00           |                           |                           |                           | Domare: Lim Jun-seo David Prokofyev | Domare: Lim Jun-seo David Prokofyev |
| 16:00 | 16:00           |                           |                           |                           | Domare: Lim Jun-seo David Prokofyev | Domare: Lim Jun-seo David Prokofyev |
| 16:00 | 16:00           |                           |                           |                           | Domare: Lim Jun-seo David Prokofyev | Domare: Lim Jun-seo David Prokofyev |

|       | 23 januari 2024 | Kazakstan                 | 22 – 13                   | Storbritannien            | Gangneung hockeycenter              |                                     |
| 17:30 | 17:30           | (6–1, 7–7, 9–5) Summering | (6–1, 7–7, 9–5) Summering | (6–1, 7–7, 9–5) Summering | Domare: David Prokofyev David Thuma | Domare: David Prokofyev David Thuma |
| 17:30 | 17:30           |                           |                           |                           | Domare: David Prokofyev David Thuma | Domare: David Prokofyev David Thuma |
| 17:30 | 17:30           |                           |                           |                           | Domare: David Prokofyev David Thuma | Domare: David Prokofyev David Thuma |
| 17:30 | 17:30           |                           |                           |                           | Domare: David Prokofyev David Thuma | Domare: David Prokofyev David Thuma |
| 17:30 | 17:30           |                           |                           |                           | Domare: David Prokofyev David Thuma | Domare: David Prokofyev David Thuma |
| 17:30 | 17:30           |                           |                           |                           | Domare: David Prokofyev David Thuma | Domare: David Prokofyev David Thuma |

|       | 23 januari 2024 | Österrike                 | 2 – 3                     | Polen                     | Gangneung hockeycenter                 |                                        |
| 17:30 | 17:30           | (1–0, 0–1, 1–2) Summering | (1–0, 0–1, 1–2) Summering | (1–0, 0–1, 1–2) Summering | Domare: Mathieu Boudreau Joseph Sewell | Domare: Mathieu Boudreau Joseph Sewell |
| 17:30 | 17:30           |                           |                           |                           | Domare: Mathieu Boudreau Joseph Sewell | Domare: Mathieu Boudreau Joseph Sewell |
| 17:30 | 17:30           |                           |                           |                           | Domare: Mathieu Boudreau Joseph Sewell | Domare: Mathieu Boudreau Joseph Sewell |
| 17:30 | 17:30           |                           |                           |                           | Domare: Mathieu Boudreau Joseph Sewell | Domare: Mathieu Boudreau Joseph Sewell |
| 17:30 | 17:30           |                           |                           |                           | Domare: Mathieu Boudreau Joseph Sewell | Domare: Mathieu Boudreau Joseph Sewell |
| 17:30 | 17:30           |                           |                           |                           | Domare: Mathieu Boudreau Joseph Sewell | Domare: Mathieu Boudreau Joseph Sewell |

## Slutspel
|  | Semifinaler | Semifinaler |            |    | Final | Final |
|  |             |             |            |    |       |       |
|  | 24 januari  |             |            |    |       |       |
|  |             |             |            |    |       |       |
|  | Lettland    | 19          |            |    |       |       |
|  | Lettland    | 19          | 25 januari |    |       |       |
|  | Kazakstan   | 5           |            |    |       |       |
|  | Kazakstan   | 5           | Lettland   | 10 |       |       |
|  | 24 januari  |             | Lettland   | 10 |       |       |
|  |             | Danmark     | 3          |    |       |       |
|  | Österrike   | Danmark     | 3          | 3  |       |       |
|  | Österrike   |             |            | 3  |       |       |
|  | Danmark     | 5           |            |    |       |       |
|  | Danmark     | 5           | Bronsmatch |    |       |       |
|  |             |             |            |    |       |       |
|  | 25 januari  |             |            |    |       |       |
|  |             |             |            |    |       |       |
|  | Österrike   | 5           |            |    |       |       |
|  | Österrike   | 5           |            |    |       |       |
|  | Kazakstan   | 6           |            |    |       |       |

### Semifinaler
|       | 24 januari 2024 | Lettland                  | 19 – 5                    | Kazakstan                 | Gangneung hockeycenter                   |                                          |
| 12:00 | 12:00           | (9–1, 3–2, 7–2) Summering | (9–1, 3–2, 7–2) Summering | (9–1, 3–2, 7–2) Summering | Domare: Mathieu Boudreau David Prokofyev | Domare: Mathieu Boudreau David Prokofyev |
| 12:00 | 12:00           |                           |                           |                           | Domare: Mathieu Boudreau David Prokofyev | Domare: Mathieu Boudreau David Prokofyev |
| 12:00 | 12:00           |                           |                           |                           | Domare: Mathieu Boudreau David Prokofyev | Domare: Mathieu Boudreau David Prokofyev |
| 12:00 | 12:00           |                           |                           |                           | Domare: Mathieu Boudreau David Prokofyev | Domare: Mathieu Boudreau David Prokofyev |
| 12:00 | 12:00           |                           |                           |                           | Domare: Mathieu Boudreau David Prokofyev | Domare: Mathieu Boudreau David Prokofyev |
| 12:00 | 12:00           |                           |                           |                           | Domare: Mathieu Boudreau David Prokofyev | Domare: Mathieu Boudreau David Prokofyev |

|       | 24 januari 2024 | Österrike                 | 3 – 5                     | Danmark                   | Gangneung hockeycenter            |                                   |
| 13:30 | 13:30           | (2–1, 0–2, 1–2) Summering | (2–1, 0–2, 1–2) Summering | (2–1, 0–2, 1–2) Summering | Domare: Joseph Sewell David Thuma | Domare: Joseph Sewell David Thuma |
| 13:30 | 13:30           |                           |                           |                           | Domare: Joseph Sewell David Thuma | Domare: Joseph Sewell David Thuma |
| 13:30 | 13:30           |                           |                           |                           | Domare: Joseph Sewell David Thuma | Domare: Joseph Sewell David Thuma |
| 13:30 | 13:30           |                           |                           |                           | Domare: Joseph Sewell David Thuma | Domare: Joseph Sewell David Thuma |
| 13:30 | 13:30           |                           |                           |                           | Domare: Joseph Sewell David Thuma | Domare: Joseph Sewell David Thuma |
| 13:30 | 13:30           |                           |                           |                           | Domare: Joseph Sewell David Thuma | Domare: Joseph Sewell David Thuma |

### Bronsmatch
|       | 25 januari 2024 | Österrike                 | 5 – 6                     | Kazakstan                 | Gangneung hockeycenter            |                                   |
| 12:00 | 12:00           | (1–4, 2–1, 2–1) Summering | (1–4, 2–1, 2–1) Summering | (1–4, 2–1, 2–1) Summering | Domare: Lim Jun-seo Joseph Sewell | Domare: Lim Jun-seo Joseph Sewell |
| 12:00 | 12:00           |                           |                           |                           | Domare: Lim Jun-seo Joseph Sewell | Domare: Lim Jun-seo Joseph Sewell |
| 12:00 | 12:00           |                           |                           |                           | Domare: Lim Jun-seo Joseph Sewell | Domare: Lim Jun-seo Joseph Sewell |
| 12:00 | 12:00           |                           |                           |                           | Domare: Lim Jun-seo Joseph Sewell | Domare: Lim Jun-seo Joseph Sewell |
| 12:00 | 12:00           |                           |                           |                           | Domare: Lim Jun-seo Joseph Sewell | Domare: Lim Jun-seo Joseph Sewell |
| 12:00 | 12:00           |                           |                           |                           | Domare: Lim Jun-seo Joseph Sewell | Domare: Lim Jun-seo Joseph Sewell |

### Final
|       | 25 januari 2024 | Lettland                  | 10 – 3                    | Danmark                   | Gangneung hockeycenter               |                                      |
| 14:00 | 14:00           | (6–1, 2–0, 2–2) Summering | (6–1, 2–0, 2–2) Summering | (6–1, 2–0, 2–2) Summering | Domare: Mathieu Boudreau David Thuma | Domare: Mathieu Boudreau David Thuma |
| 14:00 | 14:00           |                           |                           |                           | Domare: Mathieu Boudreau David Thuma | Domare: Mathieu Boudreau David Thuma |
| 14:00 | 14:00           |                           |                           |                           | Domare: Mathieu Boudreau David Thuma | Domare: Mathieu Boudreau David Thuma |
| 14:00 | 14:00           |                           |                           |                           | Domare: Mathieu Boudreau David Thuma | Domare: Mathieu Boudreau David Thuma |
| 14:00 | 14:00           |                           |                           |                           | Domare: Mathieu Boudreau David Thuma | Domare: Mathieu Boudreau David Thuma |
| 14:00 | 14:00           |                           |                           |                           | Domare: Mathieu Boudreau David Thuma | Domare: Mathieu Boudreau David Thuma |